# Acanalonia
Acanalonia är ett släkte av insekter. Acanalonia ingår i familjen Acanaloniidae.

## Dottertaxa tillAcanalonia, i alfabetisk ordning[1]
- Acanalonia affinis
- Acanalonia albacosta
- Acanalonia bivittata
- Acanalonia brevifrons
- Acanalonia caelata
- Acanalonia calida.
- Acanalonia carinata
- Acanalonia chloris
- Acanalonia clarionensis
- Acanalonia clypeata
- Acanalonia coacta
- Acanalonia complanata
- Acanalonia concinnula
- Acanalonia conica
- Acanalonia decens
- Acanalonia delicatula
- Acanalonia depressa
- Acanalonia dubia
- Acanalonia ecuadoriensis
- Acanalonia excavata
- Acanalonia fasciata
- Acanalonia gaumeri
- Acanalonia grandicella
- Acanalonia gundlachi
- Acanalonia hadesensis
- Acanalonia humeralis
- Acanalonia immaculata
- Acanalonia impressa
- Acanalonia inclinata
- Acanalonia insularis
- Acanalonia invenusta
- Acanalonia laticosta
- Acanalonia laurifolia
- Acanalonia lineata
- Acanalonia mollicula
- Acanalonia ohausi
- Acanalonia parva
- Acanalonia plana
- Acanalonia planata
- Acanalonia puella
- Acanalonia pumila
- Acanalonia saltonia
- Acanalonia servillei
- Acanalonia similis
- Acanalonia sublinea
- Acanalonia tehuacana
- Acanalonia theobromae
- Acanalonia tripartita
- Acanalonia umbellicauda
- Acanalonia umbraculata
- Acanalonia varipennis
- Acanalonia viequensis
- Acanalonia virescens
- Acanalonia viridica
- Acanalonia viridis
- Acanalonia viriditerminata
- Acanalonia viridula